# Yeshaq
Yeshaq († 1578) war während der Regierungszeit der äthiopischen Kaiser Claudius und Minas – also etwa Mitte des 16. Jahrhunderts – der Herrscher (Bahr Negash) über die Region Mdre Bahri, die in etwa dem heutigen Eritrea entspricht.
Während des Türkisch-Portugiesischen-Krieges (1538–1557) unterstützte Yeshaq die Portugiesen unter Cristóvão da Gama im Kampf gegen Ahmad ibn Ibrahim al-Ghazi. Er eroberte dabei weite Gebiete, die von den Osmanen unter Süleyman I. mit äthiopischer Hilfe okkupiert worden waren, zurück. Darunter waren die Städte Hergigo und Debarwa; letzteres machte er zu seiner Hauptstadt.
Ab 1560 initiierte er einen Aufstand gegen den neuen Kaiser Minas und setzte diesen nach dessen baldigem Tod auch gegen den Sohn Sarsa Dengel fort, wobei er Unterstützung durch Ozdemur, den osmanischen Pascha von Massaua, erhielt. Ende 1578 wurden er und der Pascha jedoch in der Region Tigray von Sarsa Dengel besiegt und getötet.
Unter Historikern besteht Uneinigkeit, ob Bahri zu dieser Zeit ein unabhängiges Königreich war, mit gelegentlichen, wechselnden Allianzen oder eine Provinz mit einem vom Äthiopischen Kaiser eingesetzten Statthalter. Hintergrund sind die Auseinandersetzungen um die Unabhängigkeit Eritreas und die Versuche eine distinktive eritreische Geschichte auf der einen Seite zu etablieren und auf der anderen sie zu negieren.

## Weiterführende Literatur
- Andrzej Bartnicki, Joanna Mantel-Niecko: Geschichte Äthiopiens. Von den Anfängen bis zur Gegenwart. Herausgegeben von Renate Richter. 2 Teile. Akademie-Verlag, Berlin 1978.
- Richard K. P. Pankhurst (Hrsg.): The Ethiopian Royal Chronicles. Oxford University Press, Addis Abeba 1967.